# Serafino Cimino
Serafino Cimino (właściwie Antonio Cimino; ur. 3 października 1873 w Capri, zm. 4 maja 1928 na Atlantyku) – włoski duchowny katolicki, arcybiskup, nuncjusz apostolski w Peru, generał franciszkanów w latach 1915–1921.

## Życiorys
Urodził się 3 października 1873 na Capri, w rodzinie rybaków. Do Zakonu Braci Mniejszych (franciszkanów) wstąpił w Vico Equense, przyjmując imię zakonne Serafin. Po studiach filozoficzno-teologicznych został wyświęcony na kapłana w 1898 roku. Przez pewien czas posługiwał wśród emigrantów włoskich w Nowym Jorku. W latach 1915–1921 był generałem zakonu, pełniąc jednocześnie w latach 1914–1918 urząd kustosza Ziemi Świętej. Jako generał odbył wizyty w wielu prowincjach swojego zakonu, odwiedzając: Włochy, Imperium Osmańskie, Francję, Hiszpanię, Anglię, Austrię, Stany Zjednoczone, Kanadę, Boliwię, Chile i Argentynę. 18 grudnia 1924 papież Pius XI mianował go delegatem apostolskim w Meksyku i arcybiskupem tytularnym Cyrrhus. Sakry biskupiej udzielił mu 11 stycznia 1925 kard. Gaetano de Lai. 13 kwietnia 1926 abp Cimino został mianowany nuncjuszem apostolskim w Peru. Abp Cimino zmarł podczas podróży statkiem „Orazio” przez Atlantyk 4 maja 1928 roku. Pochowany pod głównym ołtarzem w Kościele św. Szczepana w Capri.